# Chenay, Sarthe

Chenay este o comună în departamentul Sarthe, Franța. În 2009 avea o populație de 199 de locuitori.